# ダルド (駆逐艦)
ダルド（伊: Dardo、「ダーツ」「投げ矢」の意）は、イタリア王立海軍の駆逐艦。第二次世界大戦中は主に輸送船団護衛任務を担当し、1943年9月8日以降はドイツ軍に拿捕されて運用された後に自沈させられた。

## 艦歴
1936年から1938年にかけて、ダルドはスペイン内戦に派遣された。
イタリアが降伏した時点で、ダルドは同型艦フレッチア、サエッタおよびストラーレとともに第7駆逐艦部隊を構成していた。
1940年7月7日の14時10分に同型艦たち、戦艦ジュリオ・チェザーレおよびコンテ・ディ・カブール、第8駆逐艦部隊（フォルゴーレ、フルミーネ、ランポおよびバレノ）とともに、リビヤの護送船団（水雷艇オルサ、プロチオーネ、オリオーネ、ペガソ、アバ、ピロに護衛された兵員輸送船エスペリア、カリテア、内燃機船マルコ・フォスカリーニ、フランチェスコ・バルバーロ、ヴェットール・ピサーニ）を支援するためにターラントから出航したが、ドラドは機械的な故障を抱えていた。
この編隊はその後、第1および第2海軍戦隊に合流し、7月9日のカラブリア沖海戦に参加した。
11月27日に戦艦ジュリオ・チェザーレおよびヴィットリオ・ヴェネト、同型艦フレッチアおよびサエッタ、第13駆逐艦部隊（グラナティエーレ、フチリエーレ、ベルサリエーレ、アルピーノ）とともにナポリを出航し、スパルティヴェント岬沖海戦に参加した。
1941年初頭に、艦橋部の2基の2連装13.2 mmブレダ 13.2mm機銃を2門の単装ブレダM35 20mm機関砲に交換し、2門の120 mm照明弾発射砲を多数の20 mm機関砲に置き換える改修を受けた。
3月28日に、輸送船ガレリア、エラクレア、ルール、サモス、アダーナで構成されるナポリからトリポリに向かう船団を護衛するために駆逐艦フォルゴーレおよびストラーレとともに出航したが、船団は英潜水艦アトモストの攻撃を受け、エラクレアが沈没し、ルールが損傷を受けた。ダルドは、船団の残りの艦船が30日にトリポリに到着する間、水雷艇シルチェ、アルチオーネおよびMASの支援を受けつつルールを支援してトラーパニに向けて曳航した。
4月9日に水雷艇クリオ、コセンツ、パパ、内燃機船アンドレア・グリッティ、セバスティアノ・ヴェニエール、リアルト、ビルマニア、バルバリーゴをナポリからトリポリに護衛し、船団は11日に問題なく目的地に到着した。
4月12日に蒸気船ガリレア、マルブルク、アンカラ、ライヘンフェルス、キブフェルスからなる船団を駆逐艦ヴィヴァルディ、ダ・ノーリ、マロチェッロ（その後、トリポリを出航した水雷艇シルチェ、モンタナリが護衛に加わった）とともに護衛し、輸送船団を迎撃するために駆逐艦ジャーヴィス、ジェイナス、ヌビアン、モホークがマルタから出撃したが、迎撃に失敗した。
4月16日、前夜、英駆逐艦に破壊されたタリゴ船団の生存者の救助にあたった。
5月11日に貨物船プロイセン、ヴァハトフェルス、エルネスト、テンピエン、ジュリア、コル・ディ・ラナからなる船団を、駆逐艦アヴィエーレ、ジェニエーレ、グレカーレ、シロッコ、カミチア・ネーラとともに護衛してナポリを出航し、船団は14日にトリポリに到着した。
6月3日、ナポリからトリポリに向かう、貨物船アキタニア、カッファーロ、ニルヴォ、モンテッロ、ベアトリーチェ・コスタおよび油槽船ポツァリカからなる「アキタニア」護送船団を、駆逐艦アヴィエーレ、ジェニエーレ、カミチア・ネーラ、水雷艇ミッソーリとともに護衛したが、6月4日にケルナル諸島の沖合約30 kmで航空機からの攻撃を受け、モンテッロが被弾して誰も脱出できないうちに爆発し、ドラム缶に入れたガソリンを積載していたベアトリーチェ・コスタも被弾して火災が発生し、カミチア・ネーラが救助しようとしたが間に合わなかったため、カミチア・ネーラによって沈没させられた。
8月17日には貨物船マッダレーナ・オデーロ、カッファーロ、ジュリア、マリン・サヌード、ミナティトランからなる護送船団を駆逐艦フレッチア、エウロ、水雷艇プロキオーネ、ペガソ、シルトリとともに護衛したが、オランダ潜水艦O 23が水雷艇ペガソとシルトリに護衛されてランペドゥーザ島に帰還中のマッダレーナ・オデーロを魚雷攻撃し、その後、航空機からの攻撃が止めを刺した。一方、他の艦船は19日にトリポリに到着した。
9月1日、駆逐艦ダ・レッコ、フォルゴーレ、ストラーレとともに内燃機船アンドレア・グリッティ、リアルト、ヴェットール・ピサーニ、セバスティアノ・ヴェニエール、フランチェスコ・バルバーロを護衛してナポリを出航したが、3日に船団が航空攻撃を受けてアンドレア・グリッティが爆発して347名が死亡し、フランチェスコ・バルバーロも損傷して、アスカリとランチエーレに護衛されつつダルドに曳航されてメッシーナに向かった。船団の他の艦船は翌日トリポリに到着した。

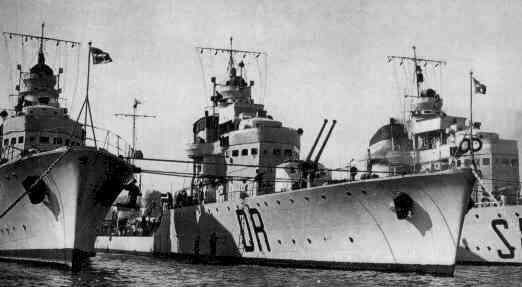
同型艦サエッタ及びストラーレの間で係留されるダルド

年末に向けて、メンテナンスと近代化改修を行うためにバラスト重量が減らされたが、1941年9月23日にパレルモの乾ドックに向けて曳航中に、重量不足のために船体が傾き（この級の艦には復原性の不足という深刻な問題があった）、転覆して港内で沈没した。この事故で40名が死亡した。
1942年2月に回収され、ジェノヴァに曳航されてドック入りして修理された。作業は1943年6月まで続き、修理に加えて後部の魚雷発射管群の37 mm機関砲2門への換装、単装20 mm機関砲3門が追加され、イタリア製のレーダー、EC3/ter グーフォが搭載された。
しかしながら、7月にタービンの爆発で損傷した。
1943年9月9日の休戦時点で修復作業は完了しておらず、艦を動かすことができなかったためドイツ軍に鹵獲された。
ダルドは総計89回の任務に出動し（海軍艦隊の一部として7回、対潜戦闘6回、輸送任務1回、船団護衛27回、訓練航海12回、移動その他31回）、33,952海里を航海し、748日間を任務に費やした。
TA 31と改名され海外の水雷艇としてドイツ海軍に編入されたが、1944年6月17日まで性能を回復することができなかった。修復作業中に20丁の機関銃は37丁へとされた。
さまざまな用途で使用され、セルキオ川河口水域での戦いにも参加したが、長年の就役で消耗し、故障が続いたことから1944年10月に兵装を降ろされた。
10月25日のジェノヴァ空襲の際に被害を受けて大破したが、損傷は修復されなかった。
1945年4月24日に、ジェノヴァから撤退するドイツ軍によって自沈され、船尾が水没し、前部が右舷側に傾いた状態で浮いているのが発見された。

## 艦長
ブルーノ・サルヴァトーリ少佐（1904年4月6日、セラヴェッツァ生まれ、1940年6月10日 - 1941年7月13日）
フェルディナンド・コルシ少佐（1907年10月24日、カステッランマーレ・ディ・スタービア生まれ、1941年7月14日 - 9月23日）
アンジェロ・ビアンケリ少佐（1908年1月21日、ジェノヴァ生まれ、1943年6月15日 - 9月9日）